# Sammir
Jorge Sammir Cruz Campos (* 23. April 1987 in Itabuna, Bahia, Brasilien), Spielername Sammir, ist ein kroatischer Fußballspieler brasilianischer Herkunft, der beim chinesischen Zweitligisten Wuhan Zall unter Vertrag steht.

## Karriere

### Dinamo Zagreb
Seine fußballerische Karriere begann Sammir mit zehn Jahren bei der Jugendabteilung des brasilianischen Erstligisten Atlético Mineiro. 2005 wechselte er in die Jugendabteilung von Athletico Paranaense. Drei Monate vor seinem Wechsel zu Dinamo Zagreb unterschrieb er einen Vertrag bei São Caetano. Da der Verein jedoch die vereinbarte Ablösesumme nicht überwies, wechselte er im November 2006 zum kroatischen Rekordmeister, musste jedoch mit seinem Ligadebüt bis zum Frühjahr 2007 zuwarten. Nach der Entlassung des Trainers Josip Kuže unterschrieb er schließlich einen Fünfjahresvertrag beim kroatischen Serienmeister, der zwischenzeitlich bis Mitte 2014 verlängert wurde.
Sammir gelang bei Dinamo Zagreb das, was anderen Ausnahmespielern vor ihm wie bspw. Niko Kranjčar oder Luka Modrić verwehrt blieb. Er führte Dinamo Zagreb nach einer elfjährigen Durststrecke als erster Spielmacher seit Robert Prosinečki wieder in die Champions League und war dabei mittels zahlreicher Vorlagen und wichtiger Tore maßgeblich daran beteiligt.
Sammir wurde im Jahr 2013 zum besten Spieler der kroatischen Liga gekürt.
Nachdem sich Sammir mehrmals weigerte eine Vertragsverlängerung seines zum Sommer 2014 auslaufenden Kontrakts zu unterzeichnen, wurde er im November 2013 vom damaligen Interimstrainer Zoran Mamić ausgemustert und bestritt seither kein Spiel mehr für den Verein. Der besagte Vertrag wurde Ende Januar 2014 einvernehmlich aufgelöst.

### FC Getafe
Am 4. Februar 2014 ließ der FC Getafe offiziell verlauten, Sammir habe den Medizincheck erfolgreich bestanden und einen Dreijahresvertrag beim spanischen Erstligisten unterzeichnet. Bis zum Saisonende absolvierte er neun Spiele in der Primera División. Im Februar 2015 löste er seinen Vertrag in Getafe wieder auf und wechselte nach China zu Jiangsu Suning.

### Nationalmannschaft
Sammir war bis zu seinem Wechsel nach Kroatien Stammspieler in den brasilianischen Jugendnationalmannschaften. Nach seinem Wechsel nach Europa wurde er vom brasilianischen Fußballverband (CBF) nicht mehr berücksichtigt. Nachdem Slaven Bilić unmittelbar nach der EM 2012 als Teamchef der kroatischen Nationalmannschaft abgetreten war, ließ sein Nachfolger Igor Štimac zu Beginn seines Mandats verlauten, dass er Sammir in absehbarer Zeit nominieren werde. Mit Erlangung der kroatischen Staatsbürgerschaft im Spätsommer 2012 war der Weg frei für Sammirs Berufung.
Am 12. Oktober 2012 debütierte er schließlich für die kroatische Nationalmannschaft beim WM-Qualifikationsspiel der Gruppe A zur WM 2014 gegen Mazedonien. Das in Skopje, Mazedonien, ausgetragene Spiel endete mit einem 2:1-Auswärtssieg Kroatiens (Tore für Kroatien: 32. Ćorluka, 60. Rakitić). Sammir wurde in der 64. Minute für Nikica Jelavić eingewechselt. Auch für die WM 2014 wurde Sammir nominiert. Er kam im Vorrundenspiel gegen Kamerun zum Einsatz.

## Erfolge
Titel
- Kroatischer Meister: 2007, 2008, 2009, 2010, 2011, 2012, 2013
- Kroatischer Pokal: 2007, 2008, 2009, 2011, 2012
- Kroatischer Supercup: 2010, 2013

Auszeichnungen
- Bester Spieler der kroatischen Liga: 2013